# Trstěnice (okres Znojmo)
Trstěnice (do roku 1925 Křtěnice, německy Stiegnitz) jsou obec v okrese Znojmo v Jihomoravském kraji, zhruba 13 km jihozápadně od Moravského Krumlova. Žije zde 520 obyvatel.

## Název
Jméno vesnice (v jednotném čísle) je původem zpodstatněné přídavné jméno trstěná - "rákosová" a původně označovalo nějaký vodní tok protékající rákosím, posléze bylo jméno přeneseno na osadu u ní ležící. Německé jméno vzniklo z českého tak, že počáteční hlásková skupina byla přehodnocena jako německý určitý člen (in Trstenitz ("v Trstěnici") > in der Stehenitz). Od poloviny 19. století do písemných zápisů pronikal (mírně upravený) nářeční tvar Křtěnice (lidově bylo Křtěnca), jehož počáteční Kř- vzniklo zjednodušením hláskové skupiny Trst-.

## Historie

### První písemné zmínky
První písemná zmínka o obci pochází z roku 1247 (první zmínka o místním vladykovi), kde je obec pojmenována Stehenitz, ale později se v různých listinách píše i jinak – např. v roce 1353 Trzstyenicz. Dnešní pojmenování obce je z roku 1925.

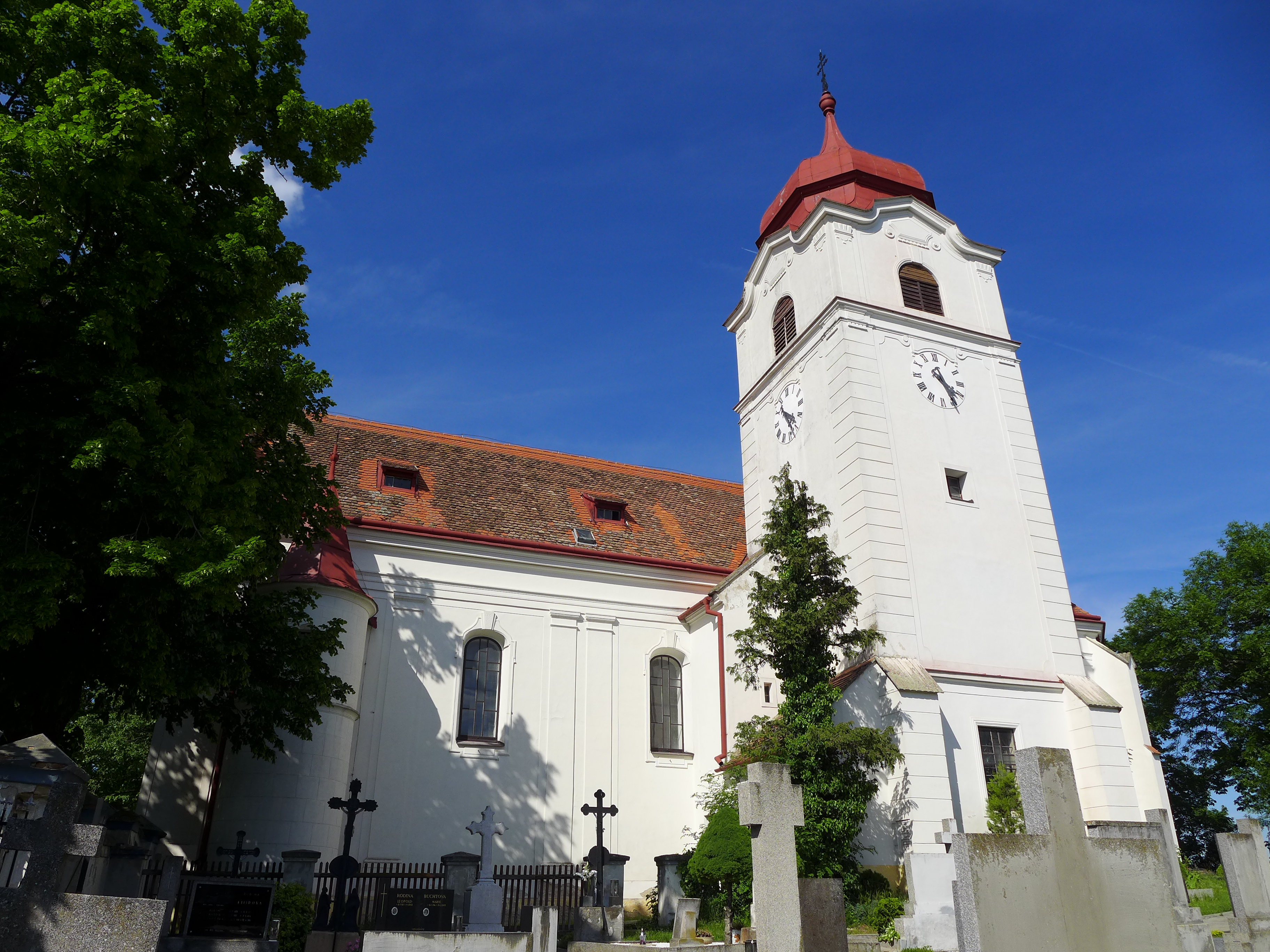
Kostel Povýšení sv. Kříže v Trstěnicích

V roce 1253 byl vysvěcen raně gotický farní kostel sv. Petra a Pavla, postavený na místě staršího (asi z roku 1204/1205). Vysvětil ho, s dovolením olomouckého biskupa Bruna ze Schauenburku, varmijský misijní biskup Anselm, člen řádu německých rytířů, zdržující se na Moravě v době přípravy první křížové výpravy Přemysla Otakara II. proti pohanským baltským Prusům. Ve 14. století, po rozšíření ve stylu vrcholné gotiky, byl kostel nově vysvěcen, a to na sv. Gotharda. Po dalším rozšíření a barokní přestavbě v letech 1798–1807 byl vysvěcen potřetí: Povýšení sv. Kříže. Autorem fresek v presbytáři (z té doby) je Josef Winterhalder mladší. V letech 1909–1910 byla věž nově zakončena oplechovanou bání v neobarokním stylu. Postava biskupa, sv. Gotharda, byla na razítku obce (od 1945 MNV) až do začátku 50. let.[zdroj?]
V letech 1900–1901 zde působil jako kaplan dr. Pavel hrabě Huyn, pozdější brněnský římskokatolický diecézní biskup (1904–1916), poté v letech 1916–1919 arcibiskup pražský a primas a metropolita český. V letech 1921–1946 (do své smrti) pak titulární latinský patriarcha alexandrijský.

### Novokřtěnci
Do Trstěnice přišli novokřtěnci asi před rokem 1526 z Německa – pozvali je majitelé obce. Bydleli ve společných domech, které měly kapacitu 300 i více osob. Ve společném domě byla jen jedna kuchyň a pekárna. Dále v tomto domě byly řemeslnické dílny, nemocnice, škola a lázně. Lázně byly napájeny z rybníka pomocí dřevěného potrubí. Na zahradě dnešní školy se dochovalo jezírko – venkovní baptisterium novokřtěnců. Ostatní obyvatelé zůstali katolíky, a to až do změny vrchnosti na českobratrskou po roce 1560. Novokřtěnci byli vyhnáni císařskými vojáky na začátku roku 1621. Žádný z jejich domů se v Trstěnici nedochoval, ale části dřevěného potrubí se našly.[zdroj?]

## Pamětihodnosti
- Kostel Povýšení svatého Kříže
- Kaplička na návsi z 19. století
- Socha svatého Jana Nepomuckého na návsi * Památné duby u hájenky Pustý zámek (v lese směrem na Horní Kounice)